# Ixodes boliviensis
Ixodes boliviensis är en fästingart som beskrevs av Neumann 1904. Ixodes boliviensis ingår i släktet Ixodes och familjen hårda fästingar. Inga underarter finns listade i Catalogue of Life.